# Castillo de Montroy

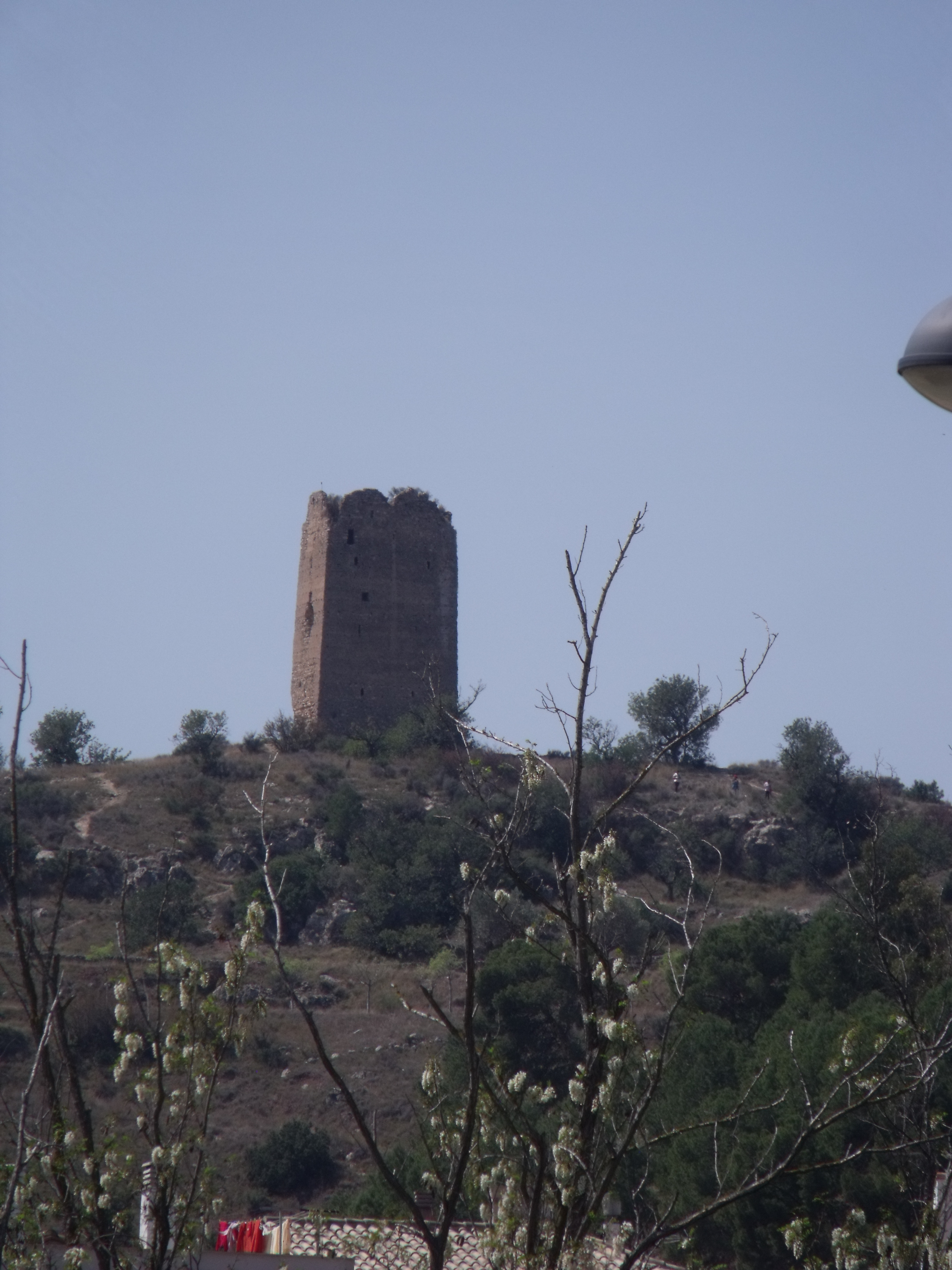
Torre de Montroy.

El castillo de Montroy en la provincia de Valencia (España), es una fortaleza de origen árabe que se sitúa al oeste de la localidad con el mismo nombre en un cerro en el valle dels Alcalans, al otro lado del cauce del río Magro. Esta fortaleza formaba parte de la estructura defensiva de dicho valle junto con los castillos de Monserrat y de Alcalá.

## Descripción
De la muralla que rodeaba el recinto apenas quedan restos de sus arranques. Actualmente únicamente queda en pie la torre del homenaje, de planta cuadrada y cuatro alturas. Su construcción se realizó a base de gruesos muros de tapial en fachadas que se reducen en cada planta y pórtico central resuelto con arco de medio punto. Este sistema de construcción conforma dos salas por cada planta, a las que se accede por una escalera que en su primer tramo se desarrolla junto al pórtico central y en el segundo junto al muro perimetral. 
En esta torre se situaba el aljibe cubierto de bóveda y el depósito de víveres.
Se encuentra bajo la protección de la Declaración genérica del Decreto de 22 de abril de 1949, y la Ley 16/1985 sobre el Patrimonio Histórico Español.

## Historia
Montroy fue una alquería musulmana que llegó a adquirir considerable importancia. La torre, del siglo XII, es una construcción almohade de carácter bélico que servía como punto neurálgico para la concentración de los asentamientos humanos en forma de alquería.
Conquistada por Jaime I, y donada en 1238 a Rodrigo de Liçana, en 1307 pertenecía al maestre de la Orden del Temple, quien la repobló con musulmanes. En 1436 fue comprada por Romeu de Corbera, maestre de la Orden de Montesa, quien estableció en ella una encomienda. Con la confiscación de los bienes de las órdenes militares años más tarde, pasaría a la corona. Tras la expulsión de los moriscos Montroy quedó despoblado.
Se vió afectada por las intensas lluvias de la DANA del 29 de octubre de 2025